# Rapid prototyping
Rapid prototyping is een verzamelnaam voor verschillende technieken die het mogelijk maken om snel (Engels: rapid) fysieke prototypen te vervaardigen.
Rapid prototyping gaat uit van computerinformatie, verkregen via het CAD-proces, die vertaald wordt in een fysiek product. Deze omzetting vindt op verschillende manieren plaats. Afhankelijk van de soort vertaling is de volgende onderverdeling mogelijk:
- Stereolithografie (SLA of STL): gebruikt een laser of andere (UV-rijke) lichtbronnen om vloeibare harsen te polymeriseren.
- Fused deposition modeling (FDM): het laagsgewijs, met kunststof komende uit een spuitmond, opbouwen van het fysieke model. De meeste commercieel beschikbare 3D-printers voor thuisgebruikers zijn van dit type.
- Laminated object modeling (LOM): van het virtuele model worden fysieke doorsneden van papier of kunststof gemaakt. Deze worden vervolgens aan elkaar gelijmd. Het eindproduct lijkt op hout.
- Selective laser sintering (SLS) of laser engineered net shaping: een laser smelt, op basis van de doorsnede van het virtuele model, metaalpoeder. Zo wordt laag voor laag het gehele model opgebouwd.
- CNC: Waar de hierboven genoemde technieken zogenaamde (op CNC gebaseerde) additieve processen zijn, wordt bij typisch CNC-gebruik juist materiaal verwijderd door frezen/boren/slijpen/snijden, wat dit een subtractief proces maakt

De eerste rapid-prototyping-technieken werden, met de komst van krachtige computers, algemeen in 1980 ingevoerd. Werd vroeger het gebruik van rapid prototyping alleen toegepast voor de vervaardiging van het eerste model, nu worden met het rapid-prototyping-proces ook kleine series vervaardigd.

## Proces

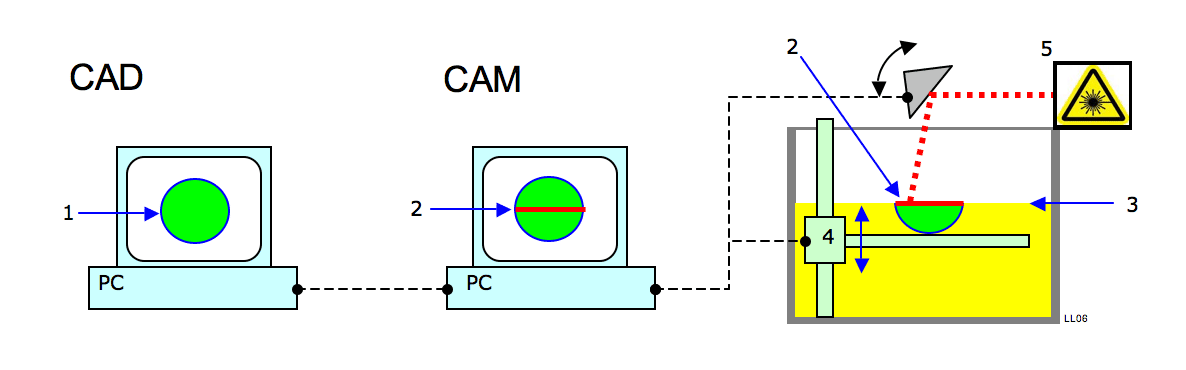
CAD-CAM-proces

Rapid-prototyping gebeurt binnen, of is het resultaat van, het CAD-CAM-proces. In het CAD-proces wordt een virtueel model (1) gemaakt door het te tekenen in een 2D of 3D softwarepakket. Na het ontwerpen van een voorwerp in het CAD-proces moet het voorwerp worden vertaald naar iets waar het prototyping-apparaat mee kan werken. Deze vertaling wordt gedaan in het CAM-proces. In het CAM-proces wordt het model ingelezen en voorbereid  (2) om door bv. een 3D-printer of CNC frees omgezet te worden tot een fysiek product. 
Afhankelijk van de machine die gebruikt wordt om het fysieke model te creëren zal na de vertaalslag in het CAM-proces door een computer een laser aangestuurd worden die voor een nauwkeurig harding van vloeibaar hars zorgt, zal een frees aangestuurd worden om nauwkeurig materiaal uit bv. een blok hout te verwijderen, of zal een verhitte spuitmond nauwkeurig gesmolten plastic deponeren totdat de gewenste vorm bereikt is(3). Het voorbeeld rechts laat bv. de totstandkoming van een voorwerp via het SLA proces zien.
Alle processen werken op basis van numerisch controle

## Begrippen
- Additive manufacturing (AM) verwijst naar het volledige proces van ontwerpen, printen in 3D en nabewerken van de modellen. (additive = toevoegen)  Zie 3D-printer.
- CAD-CAM (computer-aided design - computer-aided manufacturing): CAD-CAM zijn de twee basisprocessen die nodig zijn om rapid prototyping mogelijk te maken.
- Solid freeform fabrication (SFF) is een techniek voor het vervaardigen van een fysieke voorwerp door het sequentieel leveren van energie en/of materiaal aan en specifiek punt in de ruimte. Het begrip SFF wordt soms gebruikt voor rapid prototyping.
- Rapid manufacturing is een techniek die gebruikmaakt van het rapid-prototyping-principe om meestal kleine productieseries te vervaardigen.
- Layered manufacturing en additive fabrication zijn vormen van rapid prototyping.
- Digital prototyping is een methode om virtueel een prototype uit te testen (zonder er een fysiek model van te vervaardigen).